# Copa CECAFA 1973
La Copa CECAFA de 1973 fue la primera edición del campeonato regional del África del Este.
Todos los partidos se jugaron en Kampala del 22 de septiembre hasta el 30 de septiembre.

## Información
- Fueron seis las selecciones que, además de estar inscritas en la CECAFA, participaron en el certamen:  Uganda,  Tanzania,  Zambia,  Kenia,  Zanzíbar y  Somalia.

## Grupo A
| Equipo  | Pts | Pld | W | D | L | GF | GA | GD  |
| ------- | --- | --- | - | - | - | -- | -- | --- |
| Uganda  | 3   | 2   | 1 | 1 | 0 | 7  | 2  | +5  |
| Zambia  | 3   | 2   | 1 | 1 | 0 | 7  | 2  | +5  |
| Somalia | 0   | 2   | 0 | 0 | 2 | 2  | 12 | -10 |

| 22 de septiembre de 1973 | Uganda | 6:1 | Somalia | Estadio Nakivubo, Kampala |  |

| 24 de septiembre de 1973 | Somalia | 1:6 | Zambia | Estadio Nakivubo, Kampala |  |

| 26 de septiembre de 1973 | Zambia | 1:1 | Uganda | Estadio Nakivubo, Kampala |  |

Play Off: Uganda 2-1 Zambia. (28 de septiembre)

## Grupo B
| Equipo   | Pts | Pld | W | D | L | GF | GA | GD |
| -------- | --- | --- | - | - | - | -- | -- | -- |
| Tanzania | 4   | 2   | 2 | 0 | 0 | 3  | 1  | +2 |
| Kenia    | 2   | 2   | 1 | 0 | 1 | 3  | 2  | +1 |
| Zanzíbar | 0   | 2   | 0 | 0 | 2 | 0  | 3  | -3 |

| 23 de septiembre de 1973 | Kenia | 2:0 | Zanzíbar | Estadio Nakivubo, Kampala |  |

| 25 de septiembre de 1973 | Zanzíbar | 0:1 | Tanzania | Estadio Nakivubo, Kampala |  |

| 27 de septiembre de 1973 | Tanzania | 2:1 | Kenia | Estadio Nakivubo, Kampala |  |

## Final
| 30 de septiembre de 1973 | Uganda | 2:1 | Tanzania | Estadio Nakivubo, Kampala |  |

| Uganda         |
| Campeón Uganda |
| Primer título  |